# Westbeach Recorders
Westbeach Recorders — аудіостудія у Голлівуді, Каліфорнія, відома тим, що на ній записувались такі відомі гурти як Bad Religion, NOFX, Rancid, The Offspring, Pennywise, Blink-182. Заснована у 1985 році гітаристом гурту Bad Religion, Бреттом Гуревіцем у Калвер-Сіті. Згодом, у лютому 1987 студія переїхала до Голлівуду, Каліфорнія, а у 1988 році студія знову переїжджає на Голлівуд Бульвар. Доннелл Камерон став співвласником студії у 1988 році. 12 травня 2010 року студія була закрита.  

## Гурти, які записувались на студії
- Avenged Sevenfold
- Bad Religion
- Blink-182
- Creedle
- Corrupted Ideals
- Dag Nasty
- Drive Like Jehu
- Face to Face
- Guttermouth
- Jughead's Revenge
- Lagwagon
- Less Than Jake
- L7
- Melvins
- Millencolin
- Monsterbazz
- NOFX
- The Offspring
- Parley
- Pennywise
- Pezz
- Propagandhi
- Rancid
- Rocket from the Crypt
- Rx Bandits
- Scratch Bongowax
- Shrinebuilder
- Strung Out
- Sublime
- Ten Foot Pole
- Union 13
- Voodoo Glow Skulls
- Walk Proud